# Abd-al-Qàdir al-Fassí
Abd-al-Qàdir ibn Alí ibn Yússuf al-Fassí (Kasr al-Kabir, Marroc, 1599-1680) fou un membre de la família dels Fasiyyun, que va assolir la direcció de la famosa zàwiya dels xadhiliyya a Kasr al-Kabir. Fou autor d'una fahrhasa i alguns escrits sobre el hadit, i fou un dels principals representants del sufisme marroquí. El seu fill,